# Молитве на језеру
Молитве на језеру је књига Николаја Велимировића објављена 1988, које је Николај Велимировић записао 1921-22 на Охридском језеру. То је књига лепог молитвеног духа. У њој има 100 глава са поучним текстом. Уредник издања које је издао Глас цркве и Alexandria је Александар Ранковић.

## Ко ме то гледа
Ко ме то гледа је прва глава књиге „Молитве на језеру“. У њој се мисли о Богу и моли се да „Он дође у госте“. 
- Погледајте целу главу на Историпедији

## Ко ме постави у овај црвињак
Ко ме постави у овај црвињак је друга глава књиге „Молитве на језеру“. У њој се истиче да човек броји своје грехе кроз цео свој живот.

## Има ли дана
Има ли дана је трећа глава књиге „Молитве на језеру“. Владика Николај у овој глави говори о чежњи човечанства за Господом и његовом вечношћу која надилази време. 